# Bruin kaardertje
Het bruin kaardertje (Dictyna pusilla) is een spinnensoort in de taxonomische indeling van de kaardertjes (Dictynidae).
Het dier behoort tot het geslacht Dictyna. De wetenschappelijke naam van de soort werd voor het eerst geldig gepubliceerd in 1856 door Tord Tamerlan Teodor Thorell.